# Florence, Arizona
Florence (în limba O'odham, S-auppag) este un oraș și sediulGR6 comitatului Pinal, Arizona, Statele Unite ale Americii. Populația orașului, care se găsește la circa 103 km (sau 65 de mile) sud-est de Phoenix, era de 17.054   de locuitori, conform unei estimări făcute de United States Census Bureau din anul 2005. GR6

## Puncte de interes turistic
- McFarland State Historic Park